# 加拿大-乌克兰旅
加拿大-乌克兰旅（烏克蘭語：Канадсько-українська бригада）是乌克兰领土防卫国际军团下属的一个军团，成立于2022年，主要由乌克兰裔加拿大人和其他说英语者组成，包括加拿大前军事人员。